# Regione di Prešov
La regione di Prešov (in slovacco Prešovský kraj; in ungherese Eperjesi kerület) è una delle otto regioni amministrative della Slovacchia.
La regione si trova nella parte nord-orientale della Slovacchia.
La regione confina a nord con la Polonia, a est con l'Ucraina, a sud con la regione di Košice, a ovest con la regione di Žilina e con la regione di Banská Bystrica.

## Popolazione
Nella regione è presente una minoranza di lingua rutena.

## Società

### Religione
La religione prevalente è quella cattolica romana. Tuttavia è la regione slovacca in cui è più numerosa la comunità greco-cattolica.

## Geografia antropica

### Suddivisioni amministrative
La regione è composta da 13 distretti:
- Bardejov
- Humenné
- Kežmarok
- Levoča
- Medzilaborce
- Poprad
- Prešov
- Sabinov
- Snina
- Stará Ľubovňa
- Stropkov
- Svidník
- Vranov nad Topľou